# Перебойный
Перебо́йный — хутор в Каменском районе Ростовской области.
Входит в состав Богдановского сельского поселения. 

## Население
| 2010 |
| ---- |
| 35   |

## Улицы
На хуторе имеются две улицы: Заречная и Садовая. 